# فرناندو سولاناس
فرناندو اسکیل «پینو» سولاناس (به انگلیسی: Fernando Ezequiel 'Pino' Solanas) (زادهٔ ۱۶ فوریه ۱۹۳۶ – درگذشته ۶ نوامبر ۲۰۲۰) یکی از مهم‌ترین کارگردانان معاصر آرژانتین و آمریکای لاتین بود.
وی در ۶ نوامبر ۲۰۲۰ به‌علت ابتلا به ویروس کرونا درگذشت.

## زندگی‌نامه
سولاناس متولد ۱۶ فوریه ۱۹۳۶ در بوئنوس آیرس بود. در دانشگاه تأتر، موسیقی و حقوق خواند و در سال ۱۹۶۲ اولین فیلمش را با عنوان «راه بیفت» ساخت. پس از آن که در سال ۱۹۶۸ اولین فیلم بلندش تحت عنوان «ساعت کوره‌ها» (La hora de los hornos) را به همراه گتینو ساخت به شهرت جهانی رسید؛ مستند ساعت کوره‌های نگاهی دقیق به استعمار نو و خشونت در آمریکای لاتین دارد. جوایزی از جمله جایزه ویژه هیئت داوران جشنواره ونیز و نخل طلایی بهترین کارگردان جشنواره کن ارمغان هنرنمایی سولاناس در این فیلم بود.
سولاناس گرایش‌های سیاسی چپ گرایانه و آزادی خواهانه داشت. او به همراه اکتاویو ختینو و جراردو بایهو در دهه ۱۹۶۰ پایه‌گذار «گروه سینمایی آزادی‌خواه» شد که تحولی در سینمای آرژانتین به وجود آورد و نقش مهمی در آگاهی جمعی سینماگران داشت. گرایش اصلی گروه چپ پرونی بود و بعدها با پیوستن فیلم سازانی چون انریکو و نمسیو خوارز و پابلو سزیر گرایش‌های دیگر وارد گروه شد. سولاناس و هم فکرانش به دلیل شرکت در تجمعات حامی پرون تحت فشار قرار گرفتند؛ به‌طوری که یکی از هنرپیشگان به قتل رسید و سولاناس توسط نیروهای دولتی ربوده شد. این گروه سینماگران بعدها به جنبش «سینمای سوم» پیوست.
سولاناس به همراه اوکتاویو گتینو مانیفست «بسوی سینمای سوم» را نوشت. ایده سیاسی سینمای سوم گذر از سینمای هالیوود و سینمای مؤلف اروپا بود. هدفی که الهام بخش بسیاری از فیلمسازان جهان سوم شد. برخی نیز معتقدند که سینمای سوم نام خود را از جهان سوم وام گرفته‌است، بدین معنا که جهان اول، نماد آمریکا و به تبع آن سینمای اول به معنای هالیوود است. از نظر گرایش‌های سیاسی، می‌توان این سینما را منتقد استعمارگرایی نو، نظام سرمایه‌داری و هالیوود دانست. این سینماگران بر این باورند که مدل سینمایی هالیوود تنها بر مبنای سود بیشتر شکل گرفته‌است. مانیفست گروه به سال ۱۹۶۹ در مجله سینمایی تری کونتیننتال (می توان آن را سه قاره ترجمه کرد) و به وسیله «سازمان همبستگی با مردم آسیا، آفریقا و آمریکای لاتین» (OSPAAAL :Organization of Solidarity with the People of Asia, Africa and Latin America) منتشر شد، در حالی که جمله‌ای از فرانس فانون سرآغاز متن بود: «ما باید بحث کنیم؛ ما باید ابداع کنیم …».

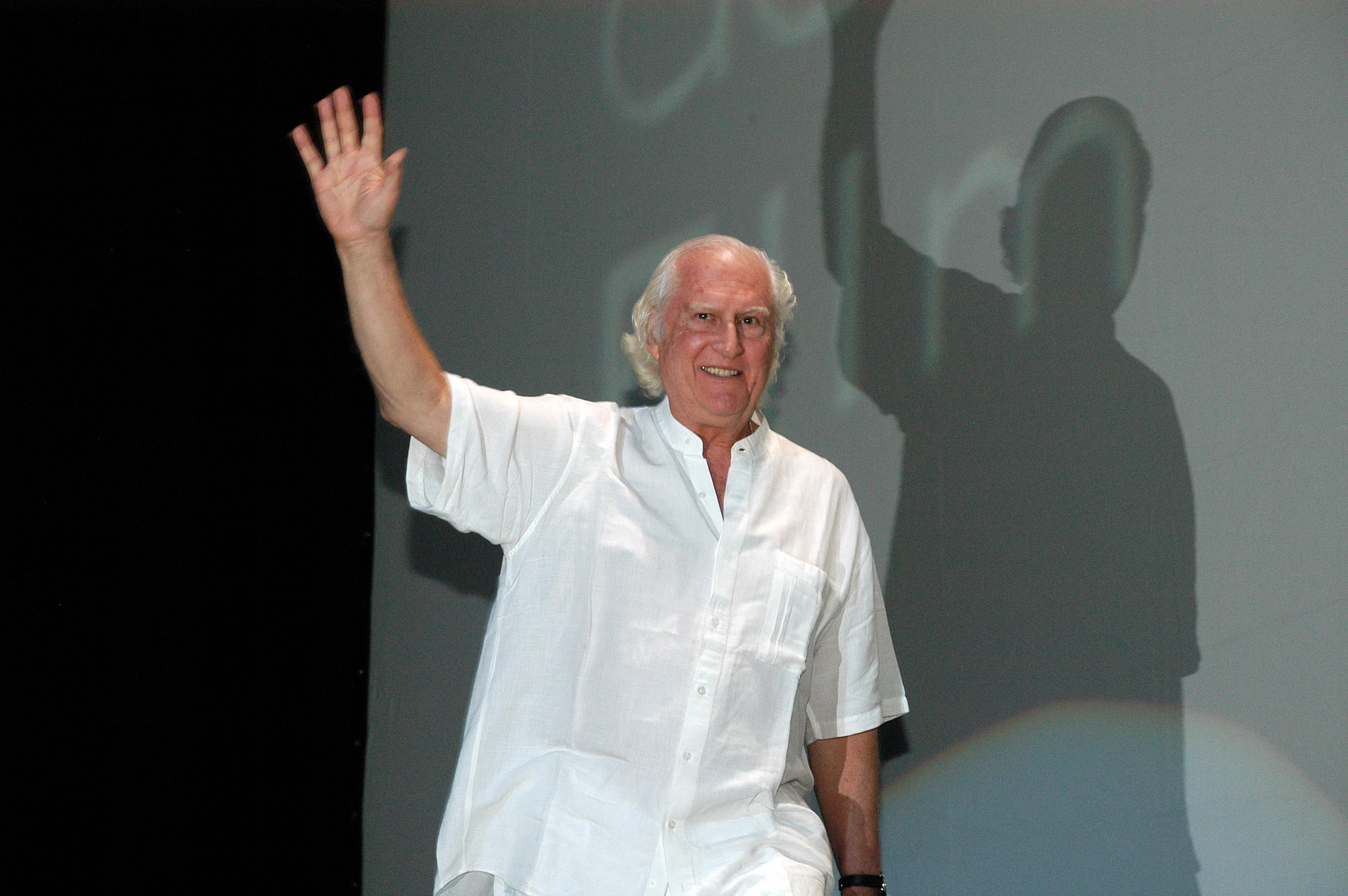
فستیوال فیلم گوادلاهارا سال ۲۰۰۸

سولانا به دلیل فعالیت‌های سیاسی در سال ۱۹۷۶ مجبور به ترک آرژانتین شد و به پاریس رفت. پس از اقامتی ۷ ساله، در سال ۱۹۸۳ دوباره به آرژانتین بازگشت. پس از تبعید و بر مبنای تجربیات آن دوره در فرانسه دو تا از مهم‌ترین فیلم‌هایش را ساخت. فیلم «تانگوها؛ تبعید گاردل» (۱۹۸۵) (Tangos: el exilio de Gardel) تصویرگر تعدادی از تبعیدی‌های آرژانتینی در پاریس است که تلاش می‌کنند با برگزاری کلاس‌های تانگو ارتباط خود را با فرهنگ ملی حفظ کنند. فیلم تحسین شده «جنوب» (۱۹۸۸) (Sur) داستان مردی به‌نام فلورآلاست که به جرم فعالیت‌های خرابکارانه به زندان می‌افتد، و در سال ۱۹۸۳ پس از گذراندن پنج سال دوران محکومیتش آزاد می‌شود. او سخت مشتاق دیدار همسرش است، اما گذشته بین رؤیاها و واقعیت فاصله انداخته‌اند.
فیلم‌های مطرح دهه ۱۹۹۰ سولاناس شامل «سفر» (۱۹۹۲) (El viaje) و «ابرها» (۱۹۹۸) (La nube) هستند. در این دوره، فعالیت‌های سیاسی سولاناس جدی تر می‌شود و در سال ۱۹۹۱ نطق تندی علیه کارلوس منم – رئیس‌جمهور وقت آرژانتین – انجام می‌دهد. وی مورد حمله قرار می‌گیرد و به شدت مضروب می‌شود. در سال ۱۹۹۲، تلاش می‌کند یکی از سناتورهای بوینس آیرس شود و ۷ درصد آرا را به خود اختصاص می‌دهد. سپس مدت کوتاهی عضو حزب پیشروی آرژانتین می‌شود.
در دهه ۲۰۰۰، سولاناس روی به ساخت فیلم‌های مستند می‌آورد که به شدت مورد توجه قرار می‌گیرند. در سال ۲۰۰۴، خاطرات ساکئو (Memorias del saqueo) را می‌سازد که در کشورهای مختلف با نام‌های متفاوت اکران شده‌است؛ به همین دلیل با نام «قتل‌عام اجتماعی» (Social Genocide) هم شناخته می‌شود. آلمانی هم نام «Memoria del Saqueo - Die Globalisierung hat ein Gesicht» را برای آن انتخاب کردند. در همین سال، سولاناس خرس طلایی ویژه جشنواره برلین را دریافت کرد.
سولاناس در ادامه فیلم‌های مستند خود در سال ۲۰۰۵ «حیثیت هیچ‌کس» (La dignidad de los nadies)، در سال ۲۰۰۷ «آرژانتین پنهان» (Argentina latente)، در سال ۲۰۰۸ «ایستگاه بعدی» (La próxima estación) و در سال ۲۰۰۹ «شورش خاک: طلای ناپاک» (Tierra sublevada: Oro impuro) را ساخت. فعالیت‌های سیاسی سولاناس در چند سال گذشته افزایش یافته‌است. در انتخابات ریاست جمهوری ۲۰۰۷، با ۱٫۵ درصد آرا پنجم شد. در سال ۲۰۰۹، سولاناس با پیروزی حزبش در انتخابات یکی از نمایندگان مردم بوینس آیرس در مجلس ملی شد.
سرانجام وی در ۶ نوامبر ۲۰۲۰ و به‌علت ابتلا به بیماری کرونا درگذشت.

## فیلمشناخت
| سال  | نام فیلم                         | عنوان اسپانیایی              |
| ۲۰۰۹ | «شورش خاک: طلای ناپاک»           | Tierra sublevada: Oro impuro |
| ۲۰۰۸ | «ایستگاه بعدی»                   | La próxima estación          |
| ۲۰۰۷ | «آرژانتین پنهان»                 | Argentina latente            |
| ۲۰۰۵ | «حیثیت هیچ کس»                   | La dignidad de los nadies    |
| ۲۰۰۴ | «خاطرات ساکئو» «قتل عام اجتماعی» | Memorias del saqueo          |
| ۱۹۹۸ | «ابرها»                          | La nube                      |
| ۱۹۹۲ | «سفر»                            | El viaje                     |
| ۱۹۸۸ | «جنوب»                           | Sur                          |
| ۱۹۸۵ | «تانگوها؛ تبعید گاردل»           | Tangos: el exilio de Gardel) |
| ۱۹۶۸ | «ساعت کوره ها»                   | La hora de los hornos        |